# Izalzu
Izalzu (em castelhano) ou Itzaltzu (em basco) é um município da Espanha na província e comunidade foral (autónoma) de Navarra. Tem 7,45 km² de área e em 2021 tinha 38 habitantes (densidade: 5,1 hab./km²).

## Demografia
| Variação demográfica do município entre 1991 e 2004 | Variação demográfica do município entre 1991 e 2004 | Variação demográfica do município entre 1991 e 2004 | Variação demográfica do município entre 1991 e 2004 |
| --------------------------------------------------- | --------------------------------------------------- | --------------------------------------------------- | --------------------------------------------------- |
| 1991                                                | 1996                                                | 2001                                                | 2004                                                |
| 49                                                  | 49                                                  | 45                                                  | 47                                                  |